# Argeo (re di Argo)
Argeo (in greco antico: Ἀργεύς?) era un re mitologico di Argo nell'antica Grecia, figlio di Megapente forse fu padre di Anassagora.